# 佐賀県道32号伊万里畑川内厳木線
佐賀県道32号伊万里畑川内厳木線（さがけんどう32ごう いまりはたがわちきゅうらぎせん）は、佐賀県伊万里市から唐津市に至る県道（主要地方道）である。

## 概要
伊万里市波多津町馬蛤潟（まてがた）から唐津市厳木町巻木（うつぼぎ）に至る。

### 路線データ
- 起点：佐賀県伊万里市波多津町馬蛤潟（国道204号交点）
- 終点：佐賀県唐津市厳木町巻木（うつぼ木交差点、佐賀県道350号相知厳木線交点）

## 歴史
- 1993年（平成5年）5月11日 - 建設省から、県道伊万里畑川内厳木線が伊万里畑川内厳木線として主要地方道に指定される[1]。
- 2019年（令和元年）8月28日 - 豪雨災害により佐賀県道297号塩屋大曲線交点 - 伊万里市街方面への1 km区間が通行止めとなる。なお、この通行止めは2020年（令和2年）9月6日現在も継続中[2]。

## 路線状況

### 重複区間
- 佐賀県道297号塩屋大曲線（伊万里市黒川町畑川内 - 伊万里市黒川町畑川内・黒川町畑川内交差点）
- 国道202号（伊万里市南波多町府招 - 南波多町小麦原・南波多町小麦原交差点）

### 道路施設

#### 橋梁
- 鶴田橋（浪瀬川、唐津市）
- 浪瀬大橋（浪瀬川、唐津市）

## 地理

### 通過する自治体
- 伊万里市
- 唐津市

### 交差する道路
| 交差する道路                         | 市町村名 | 交差する場所               | 交差する場所          |
| ------------------------------------ | -------- | -------------------------- | --------------------- |
| 国道204号                            | 伊万里市 | 波多津町馬蛤潟（まてがた） | 起点                  |
| 佐賀県道52号山本波多津線             | 伊万里市 | 波多津町畑津               |                       |
| 佐賀県道297号塩屋大曲線 重複区間起点 | 伊万里市 | 黒川町畑川内               |                       |
| 佐賀県道297号塩屋大曲線 重複区間終点 | 伊万里市 | 黒川町畑川内               | 黒川町畑川内交差点    |
| 国道202号 重複区間起点               | 伊万里市 | 南波多町府招               |                       |
| 国道202号 重複区間終点               | 伊万里市 | 南波多町小麦原             | 南波多町小麦原交差点  |
| 佐賀県道38号相知山内線               | 伊万里市 | 大川町大川野               | 大川町大川野交差点    |
| 佐賀県道323号八幡岳公園線            | 伊万里市 | 大川町大川野               |                       |
| 佐賀県道238号大川野停車場線          | 伊万里市 | 大川町大川野               |                       |
| 佐賀県道259号平山相知線              | 唐津市   | 相知町平山下               |                       |
| 佐賀県道315号川古平山上線            | 唐津市   | 相知町平山上               |                       |
| 国道203号 / 厳木バイパス             | 唐津市   | 厳木町浪瀬                 | 浪瀬IC                |
| 佐賀県道350号相知厳木線              | 唐津市   | 厳木町巻木（うつぼぎ）     | うつぼ木交差点 / 終点 |

### 交差する鉄道
- 筑肥線

### 沿線
- 唐津警察署 平山駐在所
- 佐賀県立厳木高等学校（終点付近）